# Rotterdam Airlines
Rotterdam Airlines, B. V. war eine niederländische Fluggesellschaft mit Sitz in Rotterdam.

## Geschichte und Flugziele
Im Jahre 1977 nahm die Investmentgesellschaft Christoffel als Eigentümerin des gleichnamigen Reiseveranstalters Christoffel Reizen die Gründung der Rotterdam Airlines vor. Für die Leitung des am Flughafen Zestienhoven beheimateten Unternehmens zeichnete in Personalunion der Christoffel-Reizen-Geschäftsführer André A. Verlinden verantwortlich, der das Ministerie van Infrastructuur en Waterstaat in mehreren Anläufen um Genehmigungen für Linienflüge ersuchte. Unter den angefragten 18 Zielen fanden sich in Europa unter anderem Klagenfurt, Innsbruck, Genua, Turin, Le Havre und Bordeaux sowie in Asien Colombo und Bangkok; Verlinden hatte die Nachfrage nach ebenjenen Zielen mit einer Umfrage bei rund 3000 Unternehmen in Rotterdam und Umgebung bestimmt und die Ergebnisse der Genehmigungsbehörde zukommen lassen. Zu dieser Zeit sah man für die Anlaufphase den Betrieb mehrerer Fokker F28 Fellowships vor, die zu einem späteren Zeitpunkt durch Boeing 737 oder Maschinen des Herstellers Airbus ersetzt werden sollten. In der Folge schloss Rotterdam Airlines mit Fokker einen Kaufvertrag über zwei F28 ab; die Unterzeichnung erfolgte unter dem Vorbehalt, dass der Kauf nur bei Erhalt der zuvor angefragten Linienfluggenehmigungen tatsächlich abgewickelt werden würde.
Die Erteilung der Genehmigungen blieb aufgrund konsequenter Weigerungen der Luftfahrtbehörde, des Rijksluchtvaartdienst, jedoch aus, und obwohl man eine Betriebsaufnahme ursprünglich für den Sommer 1978 vorgesehen hatte, sollte es bis 1983 dauern, bis das Unternehmen im Besitz der nötigen Genehmigungen war. Entsprechend des vertraglich vereinbarten Vorbehalts wurden die Fokker F28 nicht übernommen. Zwischenzeitlich unternommene Vorstöße, zwei Maschinen der Transavia Holland anzumieten und diese unter der Woche auf eigenen Liniendiensten und am Wochenende auf Christoffel-Urlaubscharterflügen einzusetzen, blieben ebenso erfolglos. Die Lage verkomplizierte sich weiter, als im Jahre 1980 das Schwesterunternehmen Christoffel Reizen Insolvenz anmeldete und es infolgedessen zu Schwierigkeiten bei der Finanzierung der Fluggesellschaft kam.
Nachdem sich zwei niederländische Geldgeber im Januar 1983 bereiterklärt hatten, den für die Finanzierung notwendigen Betrag von 25 Millionen Gulden bereitzustellen, nahm Rotterdam Airlines den operativen Betrieb am 1. Dezember 1983 auf der Linienverbindung Rotterdam–London Gatwick auf; der Erstflug erfolgte im Beisein der Verkehrsministerin Neelie Smit-Kroes, die die schlussendlich doch vollzogene Genehmigungserteilung als symbolisch für ihre zukünftige Politik beschrieb. Für die unter der Woche zweimal täglich und an den Wochenenden einmal täglich angebotene Verbindung kam eine von der belgischen Trans European Airways gemietete Boeing 737-200 Advanced zum Einsatz. Trotz anfänglicher Zustimmung des Rijksluchtvaartdienst ließ sich die anvisierte Tarifgestaltung mit Preisen unterhalb denen der niederländischen Mitbewerber nicht realisieren, da KLM und NLM Einspruch erhoben. Das Ticketing führte man zu diesem Zeitpunkt in Ermangelung einer eigenen IATA-Mitgliedschaft in Kooperation mit Icelandair durch, sodass Passagieren in London ebenfalls die Weiterreise auf Anschlussflügen anderer Gesellschaften ermöglicht werden konnte. Es folgten ein Charterflug auf die Kanarischen Inseln sowie eine zweimal pro Woche angebotene Verbindung nach Innsbruck.
Die London-Verbindung inzwischen viermal täglich ab Rotterdam anbietend, führte Rotterdam Airlines Anfang Januar 1984 eine Zehnerkarte für vorgenannte Verbindung ein. Das ein Jahr lang gültige Sonderticket ermöglichte Hin- und Rückflug mit einem Rabatt von 10 % gegenüber der Einzelbuchung, ließ jedoch den entsprechenden Erfolg vermissen. Angesichts mangelnder Sitzplatzauslastung und steigender Treibstoffpreise stellte das Unternehmen den Betrieb im Frühjahr 1984 ein; die gemietete Boeing 737-200 wurde im März 1984 an Trans European Airways retourniert.
Nachdem André Verlinden sich schon am 1. März 1984 aus der Geschäftsführung zurückgezogen hatte, folgte auf seine Position F. Lammers. Etwaige Pläne, den Betrieb mit einer gemieteten Douglas DC-8 und neuen Kapitalgebern wieder aufzunehmen, blieben unrealisiert und so wurde Rotterdam Airlines am 2. Oktober 1984 schließlich von der Rechtbank Rotterdam für insolvent erklärt.

## Flotte
Die Flotte der Rotterdam Airlines umfasste zeit ihres Bestehens eine einzige Maschine:
| Flugzeugtyp             | Anzahl | Luftfahrzeugkennzeichen Werknummer | Anmerkung                                                |
| ----------------------- | ------ | ---------------------------------- | -------------------------------------------------------- |
| Boeing 737-200 Advanced | 1      | PH-RAL 21736                       | Taufname Delfshaven, gemietet von Trans European Airways |